# Kibungo
Kibungo ist eine Stadt im Distrikt Ngoma in der Ostprovinz in Ruanda und war bis zur Auflösung der Kibungo-Provinz 2006 Hauptstadt derselben. Kibungo liegt etwa 100 Kilometer von Kigali entfernt an der Hauptverkehrsstraße nach Tansania. 2008 hatte Kibungo 48.137 Einwohner.

## Stadtbild

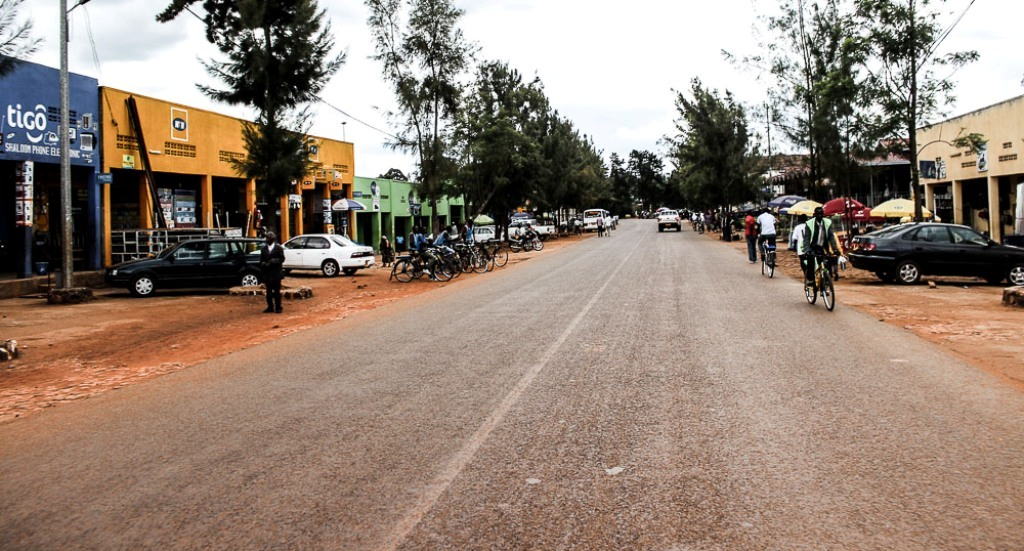
Hauptstraße (National Road 6)

Die Bevölkerung lebt überwiegend von Landwirtschaft. Produkte sind Bohnen, Mais, Sorghum, Bananen und Gemüse. Dazu werden Rinder, Ziegen und Schafe gehalten. Die Region hat das wärmste Klima des Landes. Daher nimmt besonders der Bananenanbau viel Raum ein.
Bischof des katholischen Bistums Kibungo war bis 2010 Kizito Bahujimihigo. Es gibt noch eine wesentlich kleinere anglikanische Diözese.
Der Ort verfügt über ein Krankenhaus und eine Universität für die Bereiche Landwirtschaft, Technologie und Bildung.